# Xie Fei
Xiè Fēi (chinês tradicional: 解飛; fl. 334–349) foi um estudioso do Estado Chao posterior durante o período dos Dezesseis reinos da história Chinesa. Ele serviu como líder do Departamento de Cura (Medicinal) na Chancelaria do Estado. Ele é conhecido como um engenheiro mecânico que construiu uma carruagem apontando para o sul, um veículo-bússola direcional que aparentemente não usava princípios magnéticos, sendo operado pelo uso de engrenagens diferenciais (que aplicam quantidades iguais de torque a rotores sob diferentes velocidades), ou um princípio angular diferencial similar.
Pela grande engenhosidade demonstrada na construção do invento, o Imperador do Chao posterior Shi Hu conferiu a Xiè Fēi o título nobre de hou (marquês) sem posse de terras e o recompensou generosamente.